# Соболев, Владимир Иванович (математик)
Владимир Иванович Соболев (21 июля 1913, Старый Оскол — 25 декабря 1995, Воронеж) — советский и российский математик, специалист в области функционального анализа. Автор широко известных учебников по функциональному анализу. Один из основоположников Воронежской математической школы.

## Биография
Родился в семье учителя. В 1931 году поступил на физико-математический факультет Воронежского университета (ВГУ), который окончил в 1936 году. Ученик Л. А. Люстерника. В 1936—1937 — ассистент кафедры высшей математики ВГУ. В 1937—1940 годах учился в аспирантуре Института математики МГУ, в 1940—1944 преподавал в Томском университете, доцент кафедры математического анализа.
В 1944 году вернулся в ВГУ, где работал последовательно в должности доцента, профессора (с 1963 года), заведующего кафедрой математического анализа (в 1950—1953 — кафедра высшей математики), декана физико-математического факультета, проректора ВГУ по науке.
В. И. Соболев сыграл важную роль в создании Воронежской школы функционального анализа: он пригласил в 1952 г. работать в Воронеж М. А. Красносельского и С. Г. Крейна, организовал вместе с ними Институт математики (НИИМ), стал его первым директором.
Деятельность В. И. Соболева как учёного и педагога была отмечена орденами «Знак почета», Трудового Красного знамени и пятью медалями.

## Научная деятельность
В студенческие годы В. И. Соболев слушал лекции М. М. Гринблюма и Л. А. Люстерника по различным разделам функционального анализа — области математики, которой посвящено большинство его научных работ. Первые результаты связаны с исследованием критических значений чётных функционалов на сферах.
Позднее В. И. Соболев совместно с Л. В. Канторовичем развивал теорию полуупорядоченных пространств. Эти результаты вошли в его докторскую диссертацию «Исследования по теории полуупорядоченных колец», защищённую им в 1962 году.
В. И. Соболев получил ряд интересных результатов в теории нелинейных интегральных уравнений, теории пространств Орлича (совместно с М. А. Красносельским). Исследовал свойства квадратных корней из линейных операторов.
Книга «Элементы функционального анализа», написанная В. И. Соболевым совместно с Л. А. Люстерником переведена в ГДР, Индии, США, Польше, Болгарии, Японии, Китае. На её основе написан другой широко известный учебник — «Краткий курс функционального анализа» (1982).

## Основные труды
- Люстерник Л. А., Соболев В. И. Элементы функционального анализа. — М.-Л.: ГИТТЛ, 1951. — 360 с. — 6000 экз.
- Люстерник Л. А., Соболев В. И. Элементы функционального анализа. 2-е издание. — М.: Наука, 1965. — 520 с.
- Люстерник Л. А., Соболев В. И. Краткий курс функционального анализа. — М.: Высшая школа, 1982. — 271 с.
- Соболев В. И., Покорный В. В., Аносов В. И. Краткий курс математического анализа: учеб. пособие. Ч. 1. — Воронеж: Изд-во ВГУ, 1983. — 392 с.
- Соболев В. И., Покорный В. В., Аносов В. И. Краткий курс математического анализа: учеб. пособие. Ч. 2. — Воронеж: Изд-во ВГУ, 1984. — 348 с.
- Соболев В. И. Лекции по дополнительным главам математического анализа. — М.: Наука, 1968.
- Соболев В. И. О собственных элементах некоторых нелинейных операторов // ДАН, 1941, т.31, с. 734—736.
- Соболев В. И. Об обратных элементах в полуупорядоченных кольцах // ДАН, 1947, т.56, с. 237—239.
- Соболев В. И. Об одном свойстве самосопряжённых операторов в гильбертовом пространстве // УМН, 1951, 7:4 (50), 169—172.
- Соболев В. И. О расщеплении линейных операторов // ДАН, 1956, т.111, с. 951—954.

## Память
22 сентября 2012 года в Воронеже, на доме № 19 по улице Театральной, состоялось открытие мемориальной доски, посвящённой В. И. Соболеву.